# Lisvane Reservoir
Lisvane Reservoir är en reservoar i Storbritannien.   Den ligger i kommunen Cardiff och riksdelen Wales, i den södra delen av landet, 210 km väster om huvudstaden London. Lisvane Reservoir ligger 42 meter över havet. Arean är 0,28 kvadratkilometer. Runt Lisvane Reservoir är det i huvudsak tätbebyggt. Den sträcker sig 0,8 kilometer i nord-sydlig riktning, och 0,9 kilometer i öst-västlig riktning.